# March of Time: Inside Nazi Germany
March of Time: Inside Nazi Germany is een Amerikaans filmjournaal uit 1938 geregisseerd door Jack Glenn voor de March in Time-journaal serie die liep van 1935 tot 1951. De film is opgenomen in het National Film Registry.

## Plot
De film toont het dagelijks leven in Nationaalsocialistisch Duitsland een jaar voor het begin van de Tweede Wereldoorlog.

## Rolverdeling
| Acteur           | Personage | Nota                              |
| ---------------- | --------- | --------------------------------- |
| William E. Dodd  | Zichzelf  | Amerikaanse ambassadeur Duitsland |
| Joseph Goebbels  | Zichzelf  | archiefbeelden                    |
| Adolf Hitler     | Zichzelf  | archiefbeelden                    |
| Fritz Kuhn       | Zichzelf  | archiefbeelden                    |
| Benito Mussolini | Zichzelf  | archiefbeelden                    |
| Jackson Beck     | Verteller |                                   |